# Capilla de Nuestra Señora de las Nieves (Funchal)
La capilla de Nuestra Señora de las Nieves, popularmente conocida como capilla de las Nieves, es una templo quinientista dedicada a Nuestra Señora de las Nieves, localizada en la freguesia de São Gonçalo, en la ciudad de Funchal, en la Isla de Madeira, Portugal. Presenta algunos elementos del gótico despojado, y está desde 1994 clasificada como Inmóvil de Interés Municipal. La capilla es propiedad de la Diócesis de Funchal.

## Historia
Se desconoce la fecha exacta de la construcción de esta capilla. La toponimia de Santa Maria de las Nieves surge aún el siglo XV, en posturas de la Cámara Municipal de Funchal. En 1510, Catarina Pires, viuda de João Afonso Mialheiro, hace capilla de sus bienes en Nuestra Señora de las Nieves, con ciertas pensiones, en su sobrino João Manuel, cobrador de la Aduana de Funchal. Teniendo sus bienes secuestrados por la Hacienda Nacional por deudas a la Corona, fue la Quinta de las Nieves rematada por Lopo Machado de Góis, natural de Guimarães, entrando así la propiedad en esta familia.
En 1566, la capilla actual estaba ya construida, y era sede de una casa parroquial. Allí fue instalada provisionalmente la sede de la parroquia de Nuestra Señora de las Nieves, posteriormente conocida como Son Gonçalo, hasta la construcción de la iglesia del patrón. El mismo año de 1566, en octubre, se relacionó con el ataque de los corsarios franceses a Funchal, ya que fue la escogida como local de reunión y acuartelamiento de las tropas que buscaban retomar el control de la ciudad de Funchal, bajo el mando del capitán António de Carvalhal.

### Mayorazgo de las Nieves
Bartolomeu Machado, hijo de Lopo Machado, hereda la propiedad, que había fallecido sin descendencia el 31 de agosto de 1593, sepultado en esta capilla. Al no tener herederos forzados, manda buscar a Guimarães a su sobrino João Machado de Miranda, en él haciendo mayorazgo de todos sus bienes. Le sucedió en el mayorazgo su hijo Bartolomeu Machado de Miranda, muerto el 22 de abril de 1650, y sepultado en esta capilla. A este sucedió su hijo más viejo João Machado de Miranda, muerto el 25 de agosto de 1676, e igualmente allí sepultado. No teniendo este descendencia legítima, le sucedió en la casa su hermano, el capitán José Machado de Miranda, muerto sin descendientes en octubre de 1694. Heredó la casa la hermana de estos, Madalena de Moura y Miranda, casada con el capitán Gaspar de Bettencourt y Sá, mayorazgo del agua de Miel, entrando así este mayorazgo en la casa de los Bettencourts y Sá.
En 1762, la administración del mayorazgo de las Nieves pasa para Guiomar Madalena de Sá y Menezes Vilhena, bisnieta de D. Madalena, en él siendo sucedida por su sobrino-nieto, el primer conde de Carvalhal.

### Actualidad
A finales del siglo xix, después de la extinción de los mayorazgos, el comerciante inglés John Burden Blandy adquiere los bienes del segundo conde de Carvalhal, sucesor de la casa Bettencourt Sá Machado, pasando a integrar la propiedad hoy conocida como "Palheiro Herrero".
Fueron entonces ejecutadas importantes obras en el edificio y envolvente de la capilla, expresamente el recrecimiento de la nave hacia el oeste oeste, un pavimento en cemento y una balaustrada, dividiendo un pequeño estrado de cemento.
En esas obras, el porche que se erguía enfrente de la fachada principal fue retirado, siendo transferida la entrada principal para una fachada lateral, situada al norte.
En 1988, el inmueble fue objeto de obras de mejora y restauración, a cargo de la Cámara Municipal de Funchal.
En 1994, la capilla fue clasificada como patrimonio de Valor Cultural Local, por la Resolución del presidente del Gobierno Regional n.º 977/94 datada de 19 de octubre, clasificación sin embargo transferida para Inmóvil de Interés Municipal, en 2001.
En la sacristia funcionó hasta al final del siglo XX la Escuela Oficial n.º 84, de la responsabilidad de la Cámara Municipal de Funchal.
A 29 de abril de 2016, fue escenario de una sesión del proyecto de la Dirección Regional de Cultura, “capillas al Luar”, consistiendo en la creación de un programa gratuito de visitas guiadas a un conjunto de capillas de la Isla de la Madera, facilitando la accesibilidad al patrimonio regional. Después de un apontamento de música barroca ejecutado por el Conservatório - Escuela Profesional de los Artes de la Madera, tuvo lugar la visita guiada por la capilla, a cargo de la historiadora de arte Rita Rodrigues.

## Localización
En la época de su construcción, la capilla se insertaba en un ambiente rural, integrada en la Quintã de las Nieves, encontrándose hoy insertada de forma no integrada en el perímetro urbano de la ciudad de Funchal. Se encuentra aislada sobre unos roquedales, con su cementerio y alrededores cercados la alvenaria de piedra basáltica rebocada. El acceso se efectúa desde el norte, por el cementerio, contiguo al Camino de las Nieves. A nordeste, subsiste aún una pequeña casa cubierta de colmo, siendo limitada por el nascente, sur y poniente por terrenos escalvados en ravina, del alto de los cuales se encuentra un mirador a la freguesia de São Gonçalo, y una visión de conjunto sobre la ciudad y bahía de Funchal, de la cual dista cinco kilómetros.